# Васильев, Игорь Владимирович (хоккеист)
Игорь Владимирович Васильев (род. 22 июня 1972, Уфа) — советский и российский хоккеист, вратарь.

## Биография
Воспитанник СК им. Салавата Юлаева. За «Салават Юлаев» и фарм-клубы «Авангард» и «Новойл» провёл 10 сезонов (1990/91 — 1999/2000). Завершал карьеру в тюменском «Рубине» (2000/01).
Бронзовый призёр МХЛ (1996) и РХЛ (1997).
В ноябре 1998 года, уходя в раздевалку на перерыв, ударил клюшкой судью за воротами Владислава Киселева, что было отмечено как беспрецедентный случай.